# 피토스테로이드

디기탈리스에서 발견되는 피토스테로이드 및 강심배당체인 디기톡신의 구조.

피토스테로이드(영어: phytosteroid)는 식물에서 발견되는 천연 스테로이드이다. 식물 스테로이드(영어: plant steroid)로도 알려져 있다. 피토스테로이드의 예로는 디곡신, 디기톡신, 디오스게닌 및 구굴스테론 뿐만 아니라 β-시토스테롤과 같은 피토스테롤 및 아이소플라본과 같은 다른 피토에스트로겐 등이 있다.

## 같이 보기
- 피토스테롤
- 스테로이드